# Schungfabrik

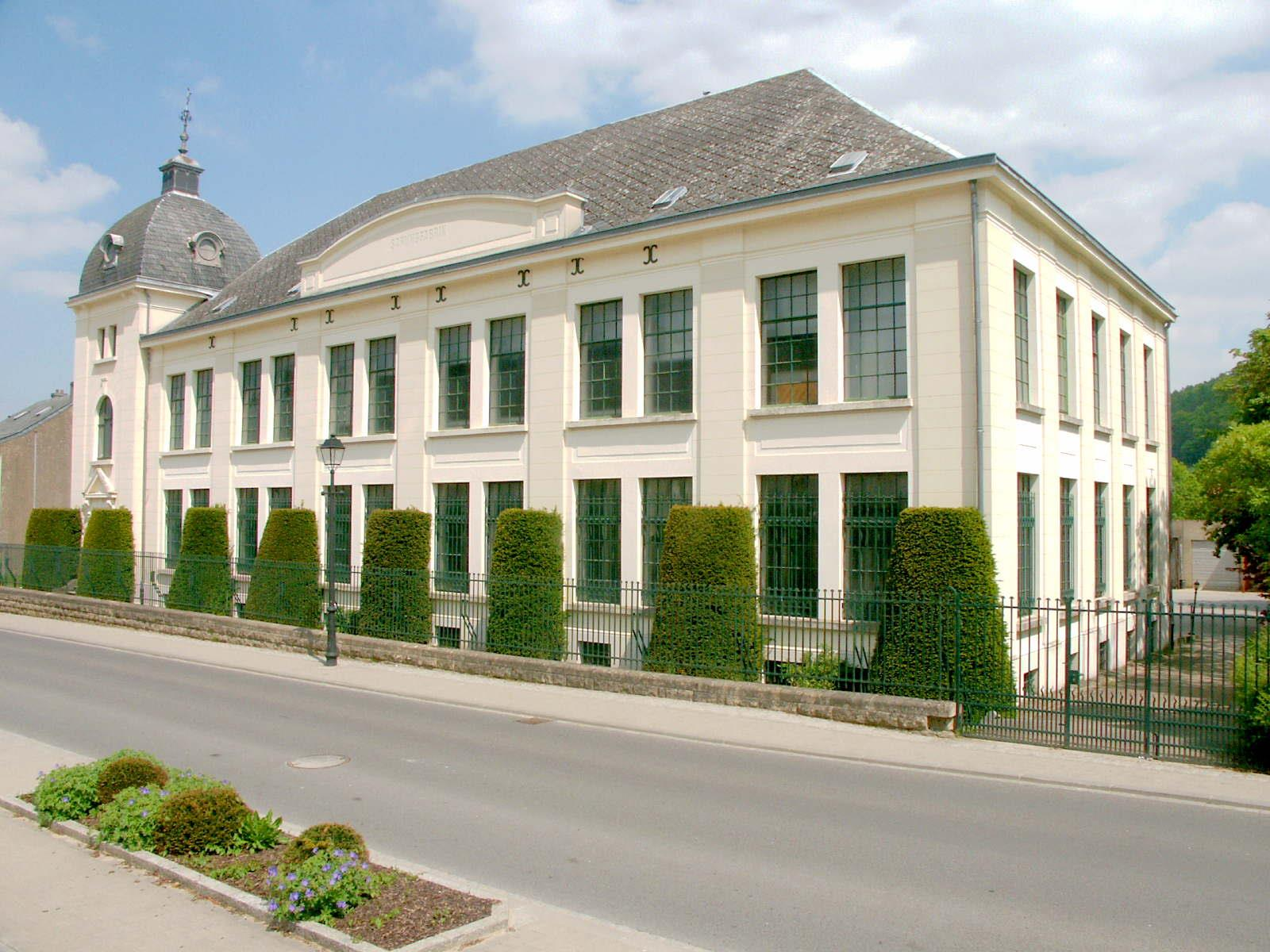
Die ehemalige Schuhfabrik mit Schaufassade

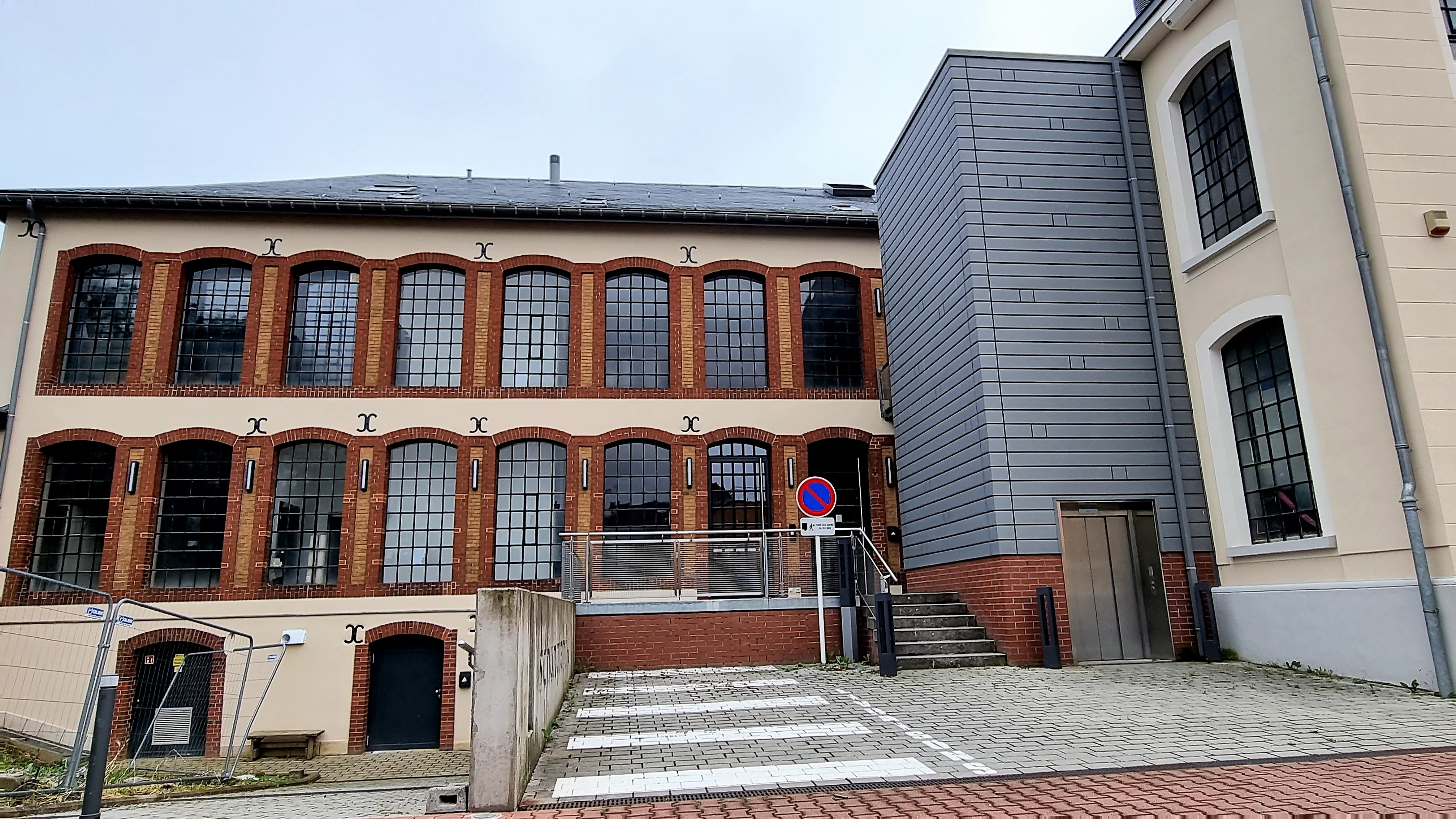
Rückwärtige Fassade

Die Schungfabrik ist eine ehemalige Schuhfabrik und heute Kulturzentrum im Ortsteil Tetingen (fr.: Tétange; lb.: Téiteng) der luxemburgischen Gemeinde Kayl. Sie steht unter Denkmalschutz.

## Geschichte
Die Grundlage für die Schuhfabrikation in Tetingen legte Mathias Hubert im Jahr 1880 mit der Produktion und Reparatur von Schuhen in seinem Wohnhaus. Nach dem starken Anstieg der Nachfrage ließ Hubert 1912/13 auf dem Gelände der heute erhaltenen Fabrik eine Werkstatt errichten. Das heutige Fabrikgebäude entstand 1917. Das Unternehmen produzierte Gamaschen und Arbeitsschuhe mit Metallkappen für Stahl- und Bergarbeiter. Zu Spitzenzeiten arbeiteten bis zu 70 Menschen in der Fabrik. Mit dem Niedergang der Montanindustrie schwand auch die Nachfrage nach dem Schuhwerk. Im Jahr 1966 wurde das Werk stillgelegt.
Nach Leerstand erwarb es 1973 ein Möbelhändler und nutzte es als Lager. Im Jahr 1980 erwarb die Gemeinde das Gelände und beschloss eine kulturelle Nutzung. Im Jahr 1984 wurde das Gebäude unter Denkmalschutz gestellt. Die nötigen Sanierungs- und Umbauarbeiten begannen 1987. Am 19. Januar 1990 eröffnete dann das Kulturzentrum „Schungfabrik“. Im Jahr 2015 vergrößerte ein Anbau die Nutzfläche.
Die ehemalige Schuhfabrik beherbergt heute das Musée Ferrum, mehrere Veranstaltungsräume, ein Theater und Räume für die Kulturvereine der Gemeinde.

## Architektur
Das zur rue Pierre Schiltz traufständige Gebäude ist ein zweigeschossiger Putzbau mit Elementen der Art déco. An der Nordost-Ecke sitzt ein auffälliger rechteckiger Turm.